# Stefan Ślopek
Stefan Ślopek (ur. 1 grudnia 1914 w Skawie, zm. 22 sierpnia 1995 we Wrocławiu) – polski lekarz i mikrobiolog.

## Życiorys
Urodził się w rodzinie Stanisława i Kunegundy z Janiaków. Ukończył II Państwowe Gimnazjum im. Juliusza Słowackiego w Tarnopolu, po czym rozpoczął studia na Wydziale Lekarskim Uniwersytetu Jana Kazimierza we Lwowie, zakończone dyplomem lekarza w 1939. Przed wojną pracował w filii Państwowego Zakładu Higieny we Lwowie i równocześnie w Zakładzie Mikrobiologii Lekarskiej Uniwersytetu Jana Kazimierza we Lwowie.
W czasie pierwszej okupacji sowieckiej Lwowa, w okresie od 15 listopada 1939 do 1 lipca 1941 pracował w zreorganizowanym przez okupacyjne władze macierzystym wydziale, zamienionym na samodzielną uczelnię (Państwowy Instytut Medyczny), a w czasie okupacji hitlerowskiej Lwowa, od 15 lipca 1941 do 15 stycznia 1945 w Instytucie Badań nad Tyfusem Plamistym i Wirusami kierowanym przez prof. Rudolfa Weigla.

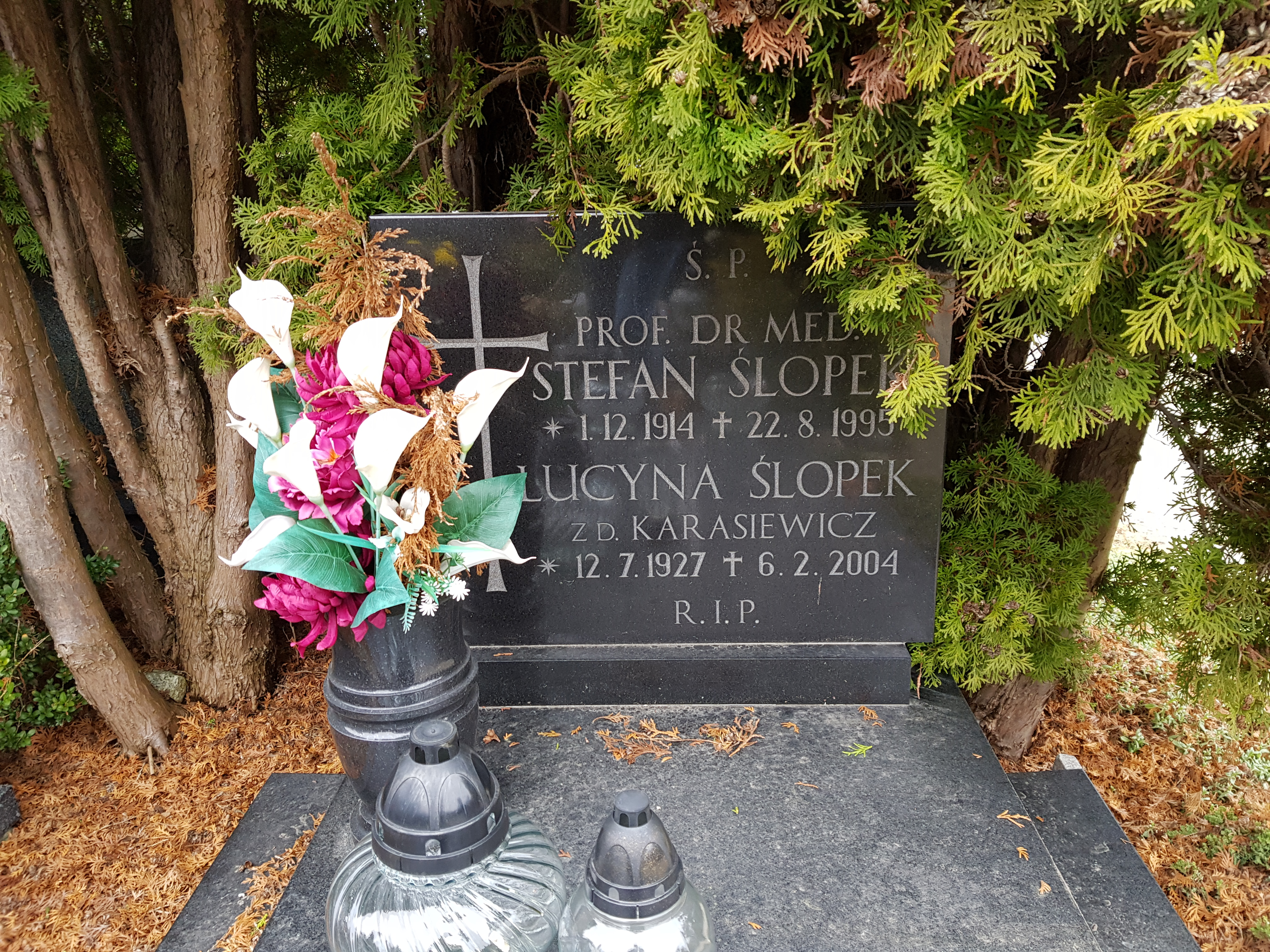
Grób prof. Stefana Ślopka na cmentarzu Grabiszyńskim we Wrocławiu

W 1945 na podstawie pracy pt. O modyfikacji lwowskiej metody serologicznego badania kiły otrzymał stopień doktora medycyny na Wydziale Lekarskim Uniwersytetu Jagiellońskiego w Krakowie. W 1948 habilitował się z zakresu mikrobiologii i serologii na tymże wydziale. Od 1949 docent bakteriologii szczegółowej Uniwersytetu Jagiellońskiego, od 1950 profesor nadzwyczajny mikrobiologii lekarskiej przy Katedrze Mikrobiologii Lekarskiej Śląskiej Akademii Medycznej w Katowicach, w roku akademickim 1953/1954 rektor tej uczelni. W 1957 otrzymał tytuł profesora zwyczajnego.
Od 1954 członek Polskiej Akademii Nauk. Od 1 września 1954 dyrektor Instytutu Immunologii i Terapii Doświadczalnej PAN (do 1985) i profesor mikrobiologii Akademii Medycznej we Wrocławiu.
Redaktor naczelny „Archivum Immunologiae et Therapiae Experimentalis”.
Autor lub współautor ponad 350 prac, w tym kilku podręczników i monografii z immunologii i mikrobiologii oraz ponad 500 artykułów z zakresu: bakteriologii, immunologii, wirusologii, epidemiologii, hemoterapii, profilaktyki chorób zakaźnych. 
Zmarł we Wrocławiu, pochowany 26 sierpnia 1995 na cmentarzu Grabiszyńskim (pole 49-3-19).

## Publikacje
- Mikrobiologia lekarska; podręcznik dla studentów akademii medycznych i lekarzy (1955 – 5 wydań)
- Immunologia (1963)
- Immunologia praktyczna (praca zbiorowa) (1970)
- Mikrobiologia kliniczna; podręcznik dla lekarzy (1974)
- Słownik immunologiczny ilustrowany (1977)
- Ilustrowany słownik immunologiczny (1983 – wyd. II)

## Ordery i odznaczenia
- Order Sztandaru Pracy I  klasy[6]
- Krzyż Oficerski Orderu Odrodzenia Polski[6]
- Krzyż Kawalerski Orderu Odrodzenia Polski (13 lipca 1954)[1]
- Złoty Krzyż Zasługi (19 lipca 1946)[8]
- Medal 10-lecia Polski Ludowej (13 stycznia 1955)[9]
- Medal Gloria Medicinae (1991)[10]

## Nagrody i wyróżnienia
- Nagroda Państwowa II stopnia za opracowanie szczepionki przeciw durowi brzusznemu (1952)[11]
- Nagroda Państwowa I stopnia[6]
- tytuły doktora honoris causa Akademii Medycznej w Poznaniu (1975)[12], Akademii Medycznej we Wrocławiu (1978)[6] i Śląskiej Akademii Medycznej w Katowicach[6]